# Cătălina Ponor
Cătălina Ponor   (Constanța, 20 d'agost de 1987) és una gimnasta artística romanesa, que destacà a la dècada del 2000.

## Biografia
Va néixer el 20 d'agost de 1987 a la ciutat de Constanţa, població situada a la província del mateix nom, que en aquells moments formava part de la República Socialista de Romania i que avui dia forma part de Romania.

## Carrera esportiva
Va debutar amb l'equip nacional romanès en el Campionat del Món de gimnàstica artística realitzats l'any 2003 a Anaheim (Estats Units), on va aconseguir guanyar tres medalles de plata. Va participar, als 16 anys, en els Jocs Olímpics d'Estiu de 2004 realitzats a Atenes (Grècia), on va aconseguir guanyar tres medalles d'or en la prova d'equips femenins, en l'exercici de terra i en la barra d'equilibris.
El desembre de 2007 anuncià que es retirava de la competició activa per les lesions continuades que patia. Al llarg de la seva carrera ha guanyat cinc medalles en el Campionat del Món i set medalles en el Campionat d'Europa de gimnàstica artística, entre elles cinc medalles d'or.
El març de 2011 tornà a entrenar, tot i que a començaments d'agost se li practicà una intervenció menor per corregir una cardiopatia congènita que li provocava una arrítmia. A finals d'agost ja va competir als campionats nacionals i a l'octubre va disputar el Campionat del Món.
L'any 2012, va participar en els campionats d'Europa a Brussel·les, en els quals guanyà la medalla d'or tant en la competició per equips com en la de barra d'equilibris. Als Jocs Olímpics d'Estiu de 2012 de Londres, obtingué la medalla de bronze del concurs general per equips amb Sandra Izbașa, Diana Bulimar, Diana Chelaru i Larisa Iordache, i també la medalla d'argent en l'exercici individual de sòl.
Als Jocs Olímpics d'Estiu de 2016 de Rio de Janeiro fou la banderera de la delegació romanesa i l'única gimnasta de Romània que s'hi va classificar. A més a més, en les classificacions de la barra d'equilibris aconseguí la cinquena posició tot i que a la final va obtenir la setena posició amb una nota de 14.000. En canvi, no es va poder arribar a la final de l'exercici de terra, en haver acabat la catorzena a la fase de classificacions.
El 2022 va ser inclosa a l'International Gymnastics Hall of Fame.